# Nom de domaine
Pour les articles homonymes, voir Domaine.

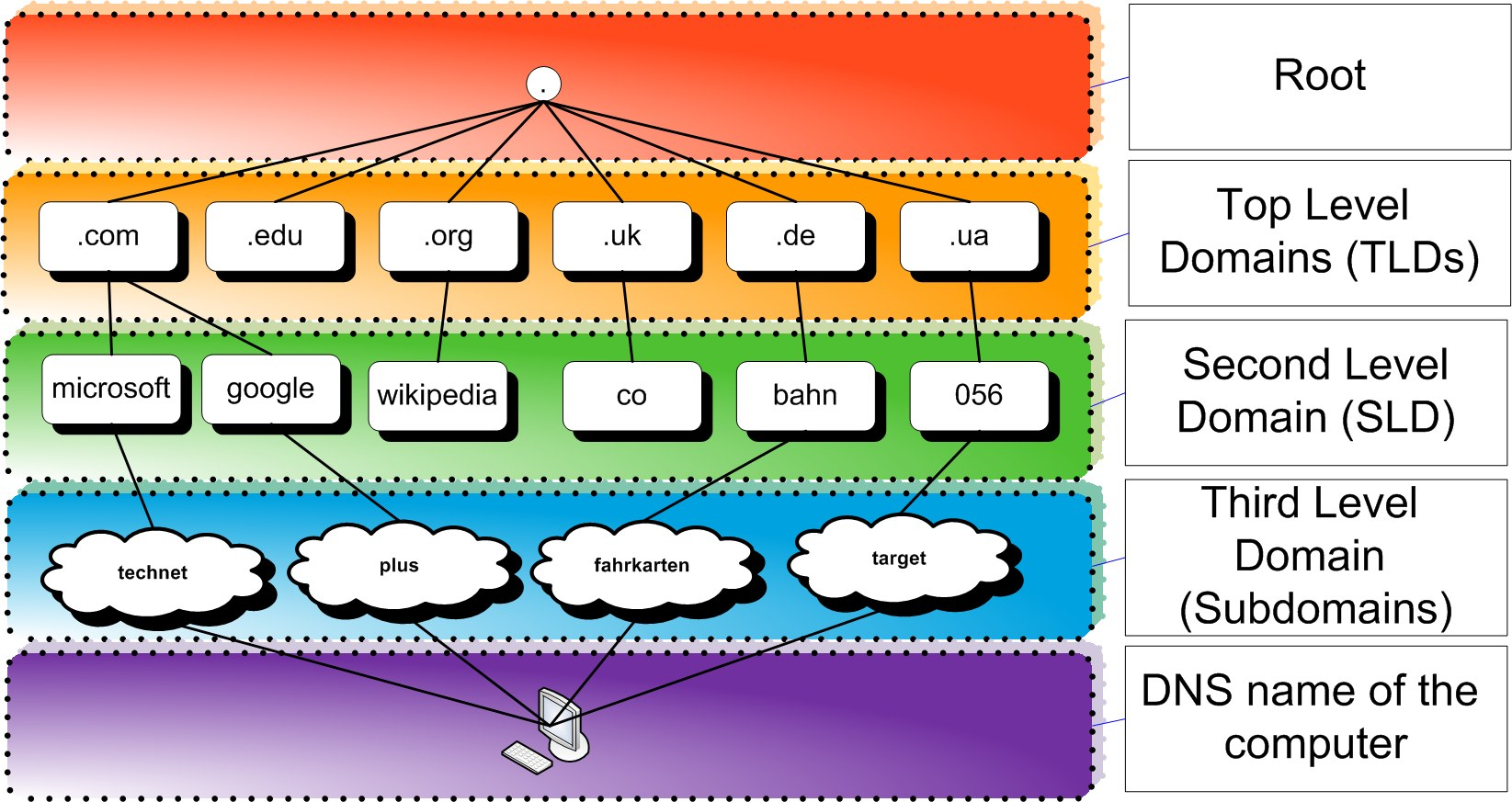
Schéma détaillant l'architecture DNS, qui permet de connaître l'association entre un nom de domaine et une adresse IP.

Un nom de domaine (NDD en notation abrégée française ou DN pour Domain Name en anglais) est, dans le système de noms de domaine DNS, un identifiant de domaine internet. Un domaine est un ensemble d'ordinateurs reliés à Internet et possédant une caractéristique commune. Par exemple, un domaine tel que .fr est l'ensemble des ordinateurs hébergeant des activités pour des personnes ou des organisations qui se sont enregistrées auprès de l'Association française pour le nommage Internet en coopération (Afnic) qui est le registre responsable du domaine de premier niveau .fr ; ces personnes ou ces entreprises ont une relation, parfois ténue, avec la France ; le domaine paris.fr est l'ensemble des ordinateurs hébergeant des activités pour la Ville de Paris.
Le but d'un nom de domaine est de retenir et communiquer facilement l'adresse d'un ensemble de serveurs (site web, courrier électronique, FTP). Par exemple, wikipedia.org est plus simple à mémoriser que 208.80.154.224 ou 91.198.174.192.

## Syntaxe
Le système de nom de domaine est hiérarchique, permettant la définition de sous-domaines. Le nom de domaine est composé d'au moins un mot, le « label ». S'il y a plusieurs labels, on doit séparer deux labels par un point. Dans un nom de domaine, le label le plus à droite (à la fin dans le sens de la lecture) doit être choisi dans la liste des noms de domaine de premier niveau, appelé aussi « domaine de tête » (en anglais Top Level Domain ou TLD). Il y a peu de restrictions dans la composition des autres labels.

### Domaine de premier niveau
Il existe quatre types de domaines de premier niveau :
- les domaines nationaux de premier niveau (en anglais Country Code Top-Level Domain ou ccTLD) composés de deux lettres identifiant un pays ou un territoire indépendant (exemple : fr pour France, be pour Belgique et aq pour Antarctique) ;
- les domaines de premier niveau génériques (en anglais generic Top-Level Domain ou gTLD) composés de trois lettres ou plus identifiant généralement le secteur d'activité dans lequel opèrent les individus ou les organisations qui les utilisent) ;
- les nouveaux domaines de premier niveau générique (new gTLDs) dont le processus d'introduction a démarré en 2008[2]) ;
- un sous type des new gTLDs, réservé aux sociétés ou organisations souhaitant acquérir leur propre domaine de premier niveau (CorpTLD).

Concrètement, ce domaine  de premier niveau contiendra au minimum 2 lettres. Il s’agit alors d’un pays, ou un territoire indépendant.
Depuis 2012, l'autorité qui gère la régulation des noms de domaine dans le Monde, l'ICANN, a autorisé la création de près de 1 300 nouveaux domaines de premier niveau lors d'un appel à candidatures en 2012 . De nouvelles extensions correspondant à des termes génériques, des marques ou des noms de villes ou de territoires sont désormais disponibles, telles que .sport, .paris et .corsica.
La liste des domaines de premier niveau attribués est disponible sur le site de l'IANA.

### Domaine de deuxième niveau
Les règles de dépôt d'un nom de domaine de deuxième niveau dans un domaine de premier niveau ne sont pas les mêmes pour tous les domaines de premier niveau. Le nom d'un domaine de deuxième niveau doit inclure entre 1 et 63 caractères. Le terme domaine désigne habituellement un domaine de deuxième niveau. Voici quelques noms de domaine valides : wikipedia.org, paris.fr, m6.fr, paris-france.fr, lions.com, louvre.museum, yaourt.info, poker.biz et e.foundation. On dira que le terme wikipedia est une composante du nom de domaine wikipedia.org. Techniquement, la taille des noms de domaine est limitée à 255 caractères, toutefois les limites actuelles n'en permettent que 67 pour le plus long d'entre eux. Il est possible de définir des sous-domaines dans un domaine. L'un des sous-domaines les plus répandus est « www », mais il est possible d'utiliser n'importe quelle suite de caractères satisfaisant les conditions générales de rédaction des noms de domaine. Par exemple, tour-eiffel.paris.fr est un sous-domaine de paris.fr.
En Chine, de nombreux noms de domaine sont constitués d'une série de chiffres. Les chiffres sont en effet plus faciles à mémoriser pour la population chinoise que les caractères de l'alphabet latin. De plus, les chiffres sont traditionnellement chargés de sens : le 6 indique la chance, le 8 rappelle l'argent, etc. Le 4 est rarement utilisé car il est lié à la mort.[réf. souhaitée]

#### Précisions
La possibilité qu’un nom de domaine puisse techniquement avoir 255 caractères vient d’une particularité du format de stockage des noms de domaine dans le DNS (Domain Name System).

##### La limite théorique de 255 caractères
Dans le protocole DNS, un nom de domaine complet (FQDN, Fully Qualified Domain Name) est encodé en mémoire sous la forme suivante :
- Chaque étiquette (chaque partie entre deux points, comme exemple dans exemple.com) est précédée d’un octet indiquant sa longueur.
- L’ensemble du nom de domaine est terminé par un octet nul (0x00), qui marque la fin du nom.

La longueur totale autorisée dans ce format est donc 255 octets.

##### La limite pratique de 253 caractères
Lorsque l’on considère uniquement les caractères visibles du nom de domaine :
- Le dernier octet (le 0x00 de fin) n’est pas inclus dans la longueur utile.
- Cela laisse donc 253 caractères utilisables pour les parties lisibles du nom de domaine.

##### Pourquoi parle-t-on d’une limite de 67 caractères ?
Cette limitation provient des contraintes imposées par l’ICANN et les pratiques courantes :
- Un TLD (domaine de premier niveau) peut contenir jusqu’à 63 caractères.
- Un nom de domaine de deuxième niveau peut également contenir jusqu’à 63 caractères.
- En comptant le point intermédiaire (.), cela fait 63 + 1 + 63 = 127 caractères.
- Cependant, en pratique, la combinaison d’un nom de domaine usuel (second niveau + TLD) ne dépasse généralement pas 67 caractères au total.

Cette limite de 67 caractères est donc davantage une restriction conventionnelle et opérationnelle qu’une réelle contrainte technique imposée par le protocole DNS.

## Serveur DNS
Chaque domaine doit être défini, au minimum, dans deux serveurs DNS. Ces serveurs peuvent être interrogés pour connaître l'adresse IP associée à un nom d'hôte ou le nom d'hôte associé à une adresse IP.

## Dépôt
Bien que le choix du nom de domaine soit libre, il ne peut être acheté à vie, mais seulement loué auprès d'un bureau d'enregistrement pendant une période variant de 6 mois à 10 ans ou directement auprès du registre. Le premier nom de domaine au monde, symbolics.com, a été enregistré le 15 mars 1985 par le fabricant d'ordinateurs éponyme.
Les noms de domaine peuvent donner lieu à des conflits juridiques, chaque partie revendiquant la propriété intellectuelle du nom litigieux.
Protéger sa marque ou sa raison sociale sur Internet passe par l'achat d'un nom de domaine. Cette opération relevant essentiellement de l'économie de marché, ces adresses web s'échangent souvent au prix fort. Cette situation résulte de la philosophie libérale qui inspirait les créateurs d'Internet [citation nécessaire] : le système devait être très souple et adaptable, sans règlementation bureaucratique hors des normes techniques communes, afin de se développer efficacement. Il y a quelques années, l'un des tout premiers procès d'ampleur concernant l’appropriation abusive d’un nom de domaine sur Internet fit grand bruit chez les webmestres. En 1997, la municipalité de Saint-Tropez lança une poursuite judiciaire contre la société niçoise Eurovirtuel pour avoir déposé le nom saint-tropez.com à son bénéfice personnel. Dans cette situation visiblement bloquée, le tribunal de grande instance de Draguignan préféra trancher en faveur de la collectivité qui avait pris la précaution d'enregistrer le nom en question au registre des marques de l'INPI (Institut national de la propriété industrielle). À l'instar de la protection des marques, qui est régie très clairement par le code de la propriété intellectuelle, il les noms de domaine enregistrés sous une extension gérée par l'office d'enregistrement français sont régis par l'article L45 du code des postes et communications électroniques. Depuis 2005, en France, il n'est plus admis que l'utilisation d'un nom de domaine qui porterait atteinte au propriétaire d'une marque puisse être sanctionnée pour contrefaçon : les conditions de cette dernière doivent être strictement réunies.
Les spécialistes de l'intelligence économique conseillent aux entreprises détentrices de marques de dépenser quelques euros le plus tôt possible pour déposer le nom de domaine correspondant à leur intitulé dans toutes les extensions génériques mondiales (.com, .net, .org, .info, .biz), ainsi que dans des versions approchantes au nom principal (au pluriel et au singulier, avec et sans tiret...). Les cybersquatteurs usent de la complexité des procédures judiciaires pour s'approprier la notoriété de certaines marques ou altérer la visibilité de ces dernières. D'autres encore, plus nombreux, achètent des noms en vue de les revendre au prix fort aux ayants droit, par un accord amiable plus rapide qu'un dépôt de plainte. Il reste à la charge du dépositaire du nom de s'assurer que celui-ci ne correspond pas à une marque. Il est donc recommandé d'enregistrer sa marque de commerce et de réserver son nom en même temps.

## Parking de nom de domaine
Le parking de nom de domaine (terme tiré de l'anglais domain parking) consiste à rediriger un nom de domaine inutilisé vers une page de liens publicitaires contextuels. Ce système peut permettre au titulaire du nom de domaine d'amortir les frais d'enregistrement annuels du nom de domaine parqué, voire de générer un bénéfice plus ou moins important en fonction du trafic reçu et du taux de conversion atteint. Les revenus perçus correspondent en réalité à une commission reversée par le prestataire parking choisi sur un montant que ce dernier aura lui-même perçu d'un partenaire fournisseur de contenu publicitaire, qui tire quant à lui ses revenus d'un système d'enchères sur mots-clés.
Le modèle économique du parking de noms de domaine met donc en scène 5 acteurs :
- le fournisseur de contenu publicitaire, dont le rôle est d'alimenter les pages parking en lien commerciaux ciblés (en fonction de la thématique du nom de domaine ou d'un mot-clé). Les deux fournisseurs majeurs de liens sponsorisés sont Google et Yahoo. Les liens contextuels affichés sont issus de systèmes d'enchères sur mots-clés (ex : Google Adsense) ;
- l'annonceur, à l'origine du contenu comme du revenu publicitaire. Il est client de la régie publicitaire du fournisseur de contenu évoqué plus haut ;
- le prestataire parking, qui joue un rôle d'intermédiaire entre les clients « parqueurs » de noms de domaine et le fournisseur de contenu publicitaire avec lequel il a passé un contrat (la plupart du temps à caractère d'exclusivité). Il existe plusieurs dizaines de prestataires parking dans le monde ;
- le client « parqueur », à savoir un tiers n'utilisant pas son ou ses noms de domaine et préférant mettre celui-ci en parking plutôt que d'afficher une page blanche ou tout au moins un contenu non monétisable ;
- l'internaute visiteur d'un nom de domaine affichant une page parking, qui cliquera ou non sur un ou plusieurs des liens sponsorisés affichés sur ladite page, permettant ainsi éventuellement aux acteurs situés en amont de la chaîne de valeur - le fournisseur de contenu publicitaire, le prestataire parking et le client « parqueur » - de toucher une commission sur le revenu du clic généré.

Le mode de rémunération sous-jacent est donc le PPC (Pay Per Click). La rémunération des acteurs de la chaîne de valeur est le cas échéant effectuée « au clic ». Le titulaire du nom de domaine ne touche par exemple aucune rémunération pour le simple fait de parquer son nom de domaine, ni pour le trafic apporté. La rémunération par clic peut varier entre un centime et plusieurs euros, la moyenne étant inférieure à une dizaine de centimes d'euros.

## Nom de domaine internationalisé
Un nom de domaine internationalisé est un nom de domaine qui contient (potentiellement) des caractères non-ASCII.